# ادراک نشده
بیان حقایق متافیزیک در دنیای مادی و فیزیکی برای مخاطب جویای امر متافیزیکی راهی جز استعاره از حقایق ماده باقی می‌گذارد.
ادراک متافیزیک و بیان حقایق متافیزیک همواره مورد مناقشه فیلسوفان از جمله جان تولاند و گوتفرید ویلهلم فون لایبنیتس قرار گرفته‌است.
جان لاک، تجربه و ادراک را، زمینهٔ شناخت‌شناسی می‌دانست.